# Slavníč
Slavníč (deutsch Slawnitsch) ist eine Gemeinde in Tschechien. Sie liegt acht Kilometer südöstlich des Stadtzentrums von Humpolec und gehört zum Okres Havlíčkův Brod.

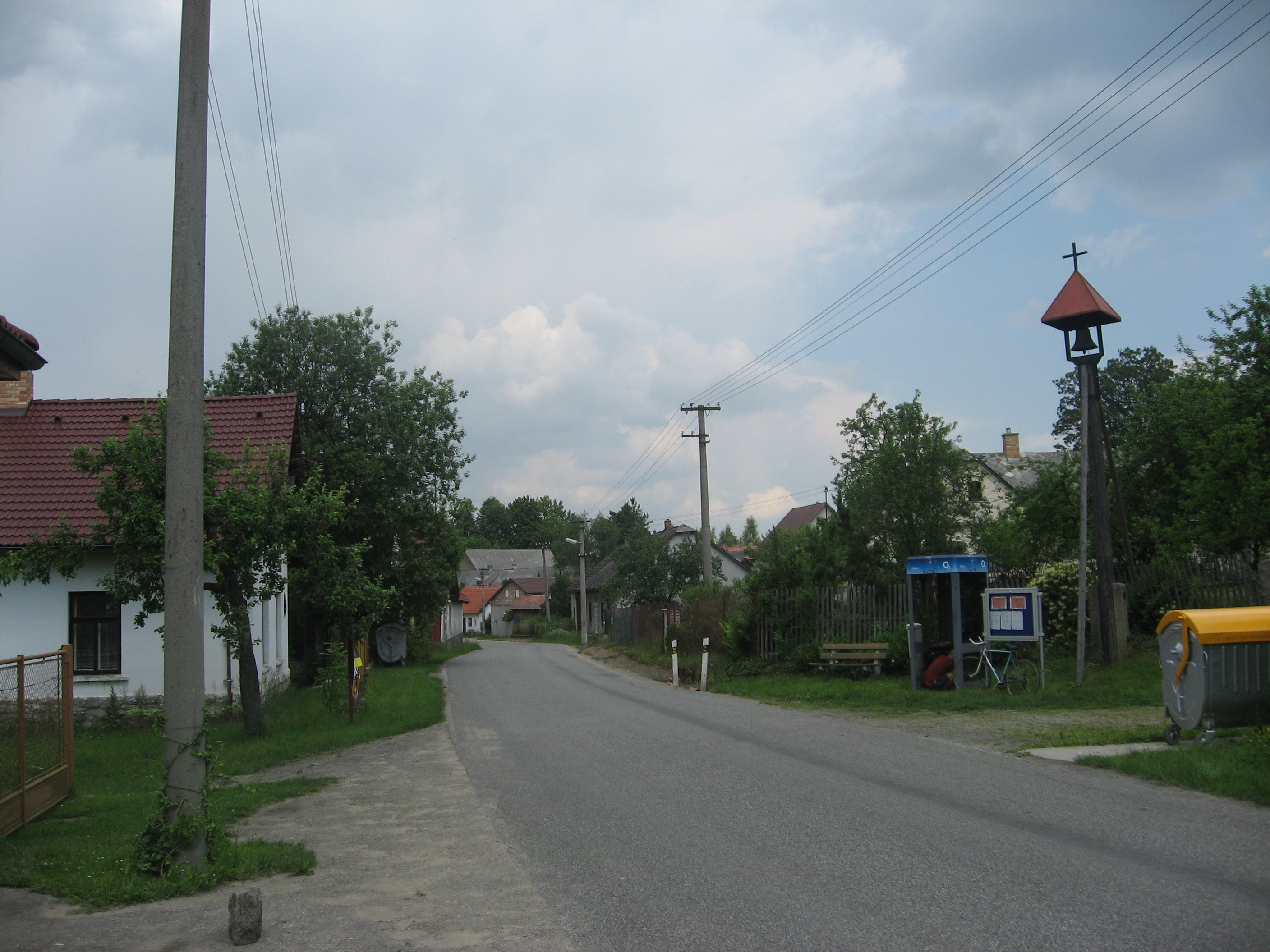
Ortszentrum

## Geographie
Slavníč erstreckt sich am Oberlauf des Baches Nohavický potok in der Křemešnická vrchovina (Křemešník-Bergland). Am nördlichen Ortsrand führt die Autobahn D 1/E50/E65 an Slavníč vorbei, dahinter verläuft die Bahnstrecke Havlíčkův Brod–Humpolec. Östlich des Dorfes liegt der Teich Skorkovský rybník, südwestlich der Slavníčský rybník, auch Huťský rybník bzw. Koucký rybník genannt, und der Nový pavlovský rybník. Im Norden erhebt sich der Čihadlo (594 m n.m.), östlich die Olšina (612 m n.m.), im Süden der Temník (660 m n.m.) und westlich die Huština (633 m n.m.).
Nachbarorte sind Rybárna und Herálec im Norden, Nohavický Mlýn, Kukačka, Dobrohostov und Chválkov im Nordosten, Na Pile, U Dvořáků, Úsobí und Skorkov im Osten, Zbinožský Mlýn, Zbinohy und Větrný Jeníkov im Südosten, Velešovský Dvůr, Velešov, Temník und Kalhov im Süden, Mixův Mlýn, Vlčina, Hejště, Ústí und Pavlov u Herálce im Südwesten, U Tomíčků, Mikulášov und U Honzlů im Westen sowie Kamenice im Nordwesten.

## Geschichte
Slavníč wurde vermutlich in der zweiten Hälfte des 12. Jahrhunderts in der Zeit der Anfänge des Silberbergbaus gegründet. In einem breiten Streifen von Pavlov über Kamenice bis Koječín und Radňov zeugen Pingen vom mittelalterlichen Bergbau. Am Nohavický potok befand sich am Huťský rybník eine Schmelzhütte, von der außer zahlreichen Schlackenresten auch der Flurname Lesanka stříbrná zeugt. 
Die erste schriftliche Erwähnung des Dorfes Slawani erfolgte 1226 in einer Urkunde des Papstes Honorius III. als Teil des dem Kloster Selau gehörigen Gutes Heraletz. 
Im Jahre 1840 bestand das im Caslauer Kreis gelegene Dorf Slawnitsch bzw. Slawnic aus 39 Häusern, in denen 287 Personen lebten. Im Ort gab es ein Wirtshaus und eine Mühle mit Ölstampfe. Pfarrort war Heraletz. Bis zur Mitte des 19. Jahrhunderts blieb Slawnitsch der Herrschaft Heraletz untertänig.
Nach der Aufhebung der Patrimonialherrschaften bildete Slavníč ab 1849 einen Ortsteil der Gemeinde Pavlov im Gerichtsbezirk Humpoletz. Ab 1868 gehörte das Dorf zum Bezirk Deutschbrod. 1869 hatte Slavníč 269 Einwohner und bestand aus 42 Häusern. In den 1880er Jahren löste sich Slavníč von Pavlov los und bildete eine eigene Gemeinde. Im Jahre 1900 lebten in Slavníč 250 Menschen, 1910 waren es 205. Am 1. Juli 1910 wurde die Gemeinde Teil des neuerrichteten Bezirk Humpoletz. 1930 hatte Slavníč 215 Einwohner und bestand aus 45 Häusern. Im Zuge der Gebietsreform von 1960 und der Aufhebung des Okres Humpolec wurde die Gemeinde dem Okres Havlíčkův Brod zugeordnet. Am 1. Juli 1974 erfolgte die Eingemeindung nach Herálec. Slavníč löste sich zum 24. November 1990 wieder von Herálec los und bildete eine eigene Gemeinde. Beim Zensus von 2001 lebten in den 42 Häusern der Gemeinde 40 Personen.

## Gemeindegliederung
Für die Gemeinde Slavníč sind keine Ortsteile ausgewiesen. Zu Slavníč gehören die Einschichten Mixův Mlýn, Na Pile, U Dvořáků und U Tomíčků.
Das Gemeindegebiet bildet einen Katastralbezirk. Ein Drittel der Gemarkung ist bewaldet, ein weiteres knappes Drittel Wiesenland.

## Sehenswürdigkeiten

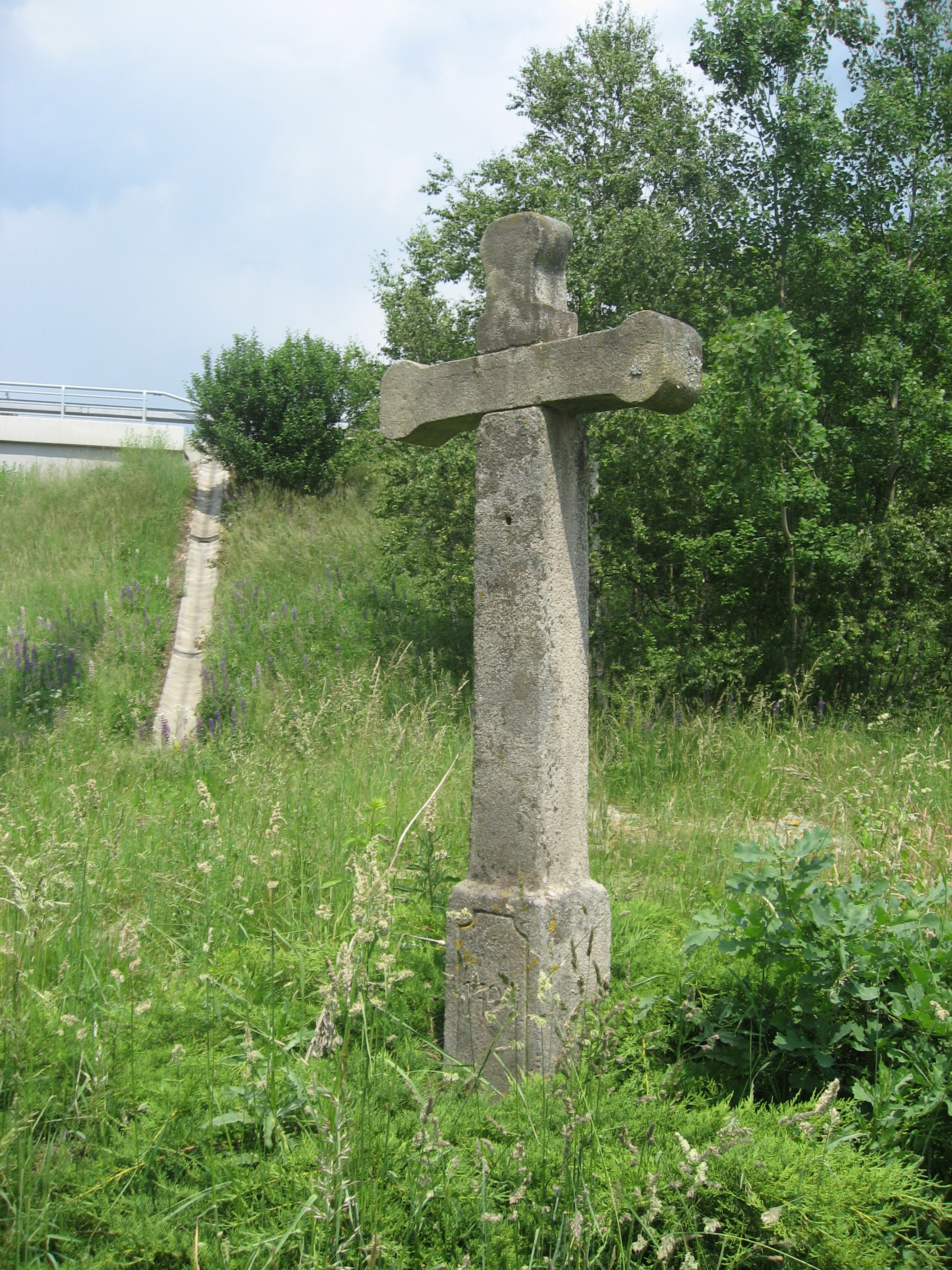
Steinernes Kreuz

- Steinernes Kreuz an der Autobahn, errichtet im 18. Jahrhundert
- Hölzerner Glockenbaum im Ortszentrum